# August Auch
August Auch (* 5. September 1817 in Elberfeld; † 26. Juli 1895 ebenda) war ein deutscher Schriftsteller und Dichter.

## Leben und Werk
August Karl Auch wurde 1817 in Elberfeld geboren. Sein Vater stammte aus Württemberg. Bis zu seinem Ruhestand im Jahre 1880, arbeitete er in Elberfeld zuerst als Musterzeichner, später als Vorsteher des Zeichen-Ateliers einer Möbelstofffabrik. Danach zog er sich ins Privatleben zurück. Dem Schreiben und Veröffentlichen von Gedichtbänden war er bereits seit den frühen 1860er Jahren nachgekommen. Unter anderem war er mit dem Elberfelder Dichter Adolf Schults befreundet.
Sein erster Band Gedichte erschien 1863 bei Bädeker in Elberfeld. Ein zweiter Band folgte im Jahr 1875 im selben Verlag. 1885 publizierte er schließlich das Buch Gillard historische Dichtung aus dem 16. Jahrhundert und 1890 folgte die vierbändige Reihe Schatten und Licht: Dichtungen.
Im Jahr 1895 verstarb August Auch im Alter von 77 Jahren in seiner Geburtsstadt Elberfeld. Den Zeitgenossen galt Auch neben dem Schriftsteller und Dichter Friedrich Storck als der religiöse Dichter im Wuppertal der ausgehenden Epoche des 19. Jahrhunderts.

## Schriften (Auswahl)
- Gedichte. Lyrik. Bädeker, Elberfeld, 1863
- Gedichte 2. Lyrik. Bädeker, Elberfeld, 1875
- Gillard historische Dichtung aus dem 16. Jahrhundert. Lyrik. Bädeker, Elberfeld, 1885
- Schatten und Licht : Dichtungen. 4. Bdch. Lyrik. 1890